# Даниел Либескинд
Даниел Либескинд (на английски: Daniel Liebeskind) е американски архитект от еврейско-полски произход. Той е проектирал множество известни сгради и е избран да проектира повторното застрояване на мястото на Световния търговски център в Южен Манхатън. Към юни 2011 г. по негов проект се строи небостъргачът „Злота 44“ във Варшава, Полша. Голям негов успех е спечелването на конкурса за проект на „Кота нула“ в Ню Йорк, на мястото на Световния търговски център, обект на терористичната атака на 11 септември 2001 година. Даниел Либескинд завършва първата си сграда на 52-годишна възраст. Дотогава работи в сферата на архитектурната теория, а критиката определя проектите му като невъзможни за реализация.
Удостоен с титлата Почетен доктор на Нов български университет (4 март 2013 г.).

## Важни проекти
- Музей „Феликс Нусбаум“ в Оснабрюк (1998)
- Еврейски музей в Берлин (1999)
- Имперски военен музей в Манчестър (2001)
- Еврейски музей в Копенхаген (2003)
- Разширение на Художествения музей в Денвър (2006)
- Разширение на Кралския музей Онтарио в Торонто (2007)
- Еврейски музей в Сан Франциско (2008)

- Музей „Феликс Нусбаум“ в Оснабрюк (1998)
- Еврейски музей в Берлин (1999)
- Еврейски музей в Берлин (1999)
- Еврейски музей в Берлин (1999)
- Имперски военен музей в Манчестър (2001)
- Центърът на Копенхаген с Еврейския музей (2003)
- Разширение на Художествения музей в Денвър (2006)
- Разширение на Художествения музей в Денвър (2006)
- Разширение на Кралския музей на Онтарио в Торонто (2007)
- Еврейски музей в Сан Франциско (2008)